# Bad Leonfelden
Bad Leonfelden est une commune autrichienne du district d'Urfahr-Umgebung en Haute-Autriche.

## Histoire

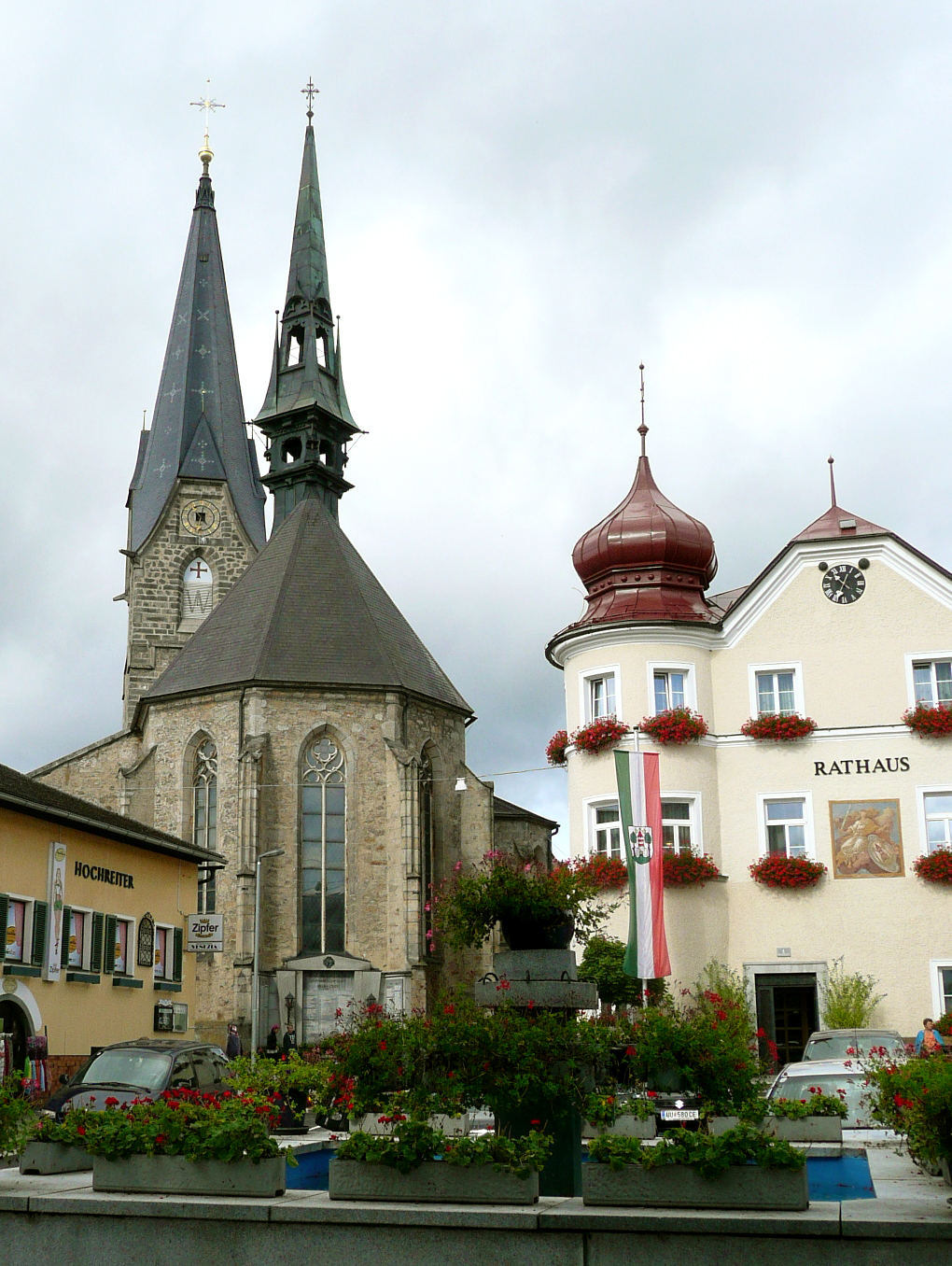
Église et mairie de la ville